# 128882 Jennydebenedetti
128882 Jennydebenedetti è un asteroide della fascia principale. Scoperto nel 2004, presenta un'orbita caratterizzata da un semiasse maggiore pari a 2,3121760 au e da un'eccentricità di 0,1826136, inclinata di 3,93397° rispetto all'eclittica.